# Крымская газета
«Крымская газета» (ранее «Всесоюзная здравница», «Курортные известия», «Сталинское знамя», «Курортная газета», «Советский Крым» / «Радянський Крим», «Курортный Крым») — ежедневное общественно-политическое издание Республики Крым, выходит в Симферополе. Основана 6 июля 1934 года как Орган Ялтинского горкома ВКП(б) и Ялтинского городского совета народных депутатов. В разные периоды была органом разных советских и партийных органов КрАССР и Крымской области. Награждена орденом Дружбы народов в 1984 году. С 2014 года — официальный печатный орган Совета министров Республики Крым.

## История
Основана газета была 6 июля 1934 года в Ялте. Орган Ялтинского горкома ВКП(б) и Ялтинского городского совета народных депутатов. Неоднократно меняла название и подчинение: основана как «Всесоюзная здравница», в 1937 году получила название «Курортные известия» как орган Управления курортами Крыма и Министерства здравоохранения СССР, освещала преобразования в соответствии с начавшейся реализацией общегосударственного проекта «Социалистическая реконструкция Южного берега Крыма». В 1938 году был арестован, осуждён и расстрелян (впоследствии реабилитирован) ответственный редактор «Курортных известий», делегат 17-го съезда ВКП(б) Иосиф Анатольевич Вальден. С 1939 года называлась «Сталинское знамя». Под этим названием газета выходила до 7 ноября 1941 года, когда Ялту покинули советские войска. Редакция возобновила работу в апреле 1944 года, уже на второй день после освобождения Ялты от гитлеровцев. В 1953 году издание было переименовано в «Курортную газету».
Тут нередко впервые печатали отрывки своих новых произведений — Константин Паустовский, Юлиан Семёнов, Сергей Баруздин, Константин Симонов, Михаил Дудин, Григорий Поженян, Евгений Евтушенко работавшие в ялтинских здравницах и домах творчества.
В разгар травли Б. Пастернака осенью 1958 года В. Шкловский находился на отдыхе в Крыму и опубликовал статью в «Курортной газете» и о том, что «отрыв от писательского коллектива, от советского народа привёл Пастернака в лагерь оголтелой империалистической реакции, на подачки которой он польстился».
В 1954 году Крымская область была передана в состав УССР. Последовало обращение в ЦК КПСС секретаря ЦК КПУ Н. В. Подгорного «ЦК КП Украины просит разрешить издание областной газеты „Радянський Крим“ — органа Крымского обкома КП Украины и областного Совета депутатов трудящихся, установив для неё объём 4 полосы полного формата „Правды“, периодичность — 5 номеров в неделю, разовый тираж — 20 тыс. экземпляров. Расходы на издание газеты в сумме 2586 тыс. рублей будут покрываться доходами от реализации газеты и печатания объявлений, а остальные 1443 тыс. рублей — дотацией из республиканского бюджета за счет ассигнований на печать. Газетная бумага, необходимая для издания газеты в количестве 15 тонн на год, будет выделена из республиканских фондов».
Получив визу ЦК 30 сентября 1955 года Крымский обком КПУ принимает постановление "Об издании областной газеты на украинском языке «Советский Крым», базой для её создания послужила «Курортная газета» с переходом издания от городского к областному уровню.
Несколько лет подряд тиражом до 50 тысяч экземпляров выходила украиноязычная версия газеты «Радянський Крим», на работу в которую были приглашены журналисты из других областей Украины — Владимир Шахнюк, Николай Миронец, Василий Ковтуненко, Иван Тимошенко и другие. Редактором газеты в тот период был Дмитрий Пограничный.
В 1960-х годах переименована в «Курортный Крым», В 1964 году ЦК Компартии Украины принял Постановление "О развитии «Курортной газеты», в соответствии с которым в 1984 году в Ялте был сдан в эксплуатацию мощный редакционно-полиграфический комплекс. Позднее в 1976 году снова «Советский Крым». Орган Крымского обкома КПУ, Крымского областного Совета народных депутатов, Ялтинского горкома КПУ и Ялтинского городского совета народных депутатов. Издания, подобные «Курортной газете» — «Советскому Крыму» в те годы в СССР были ещё в Сочи («Черноморская здравница») и в Пятигорске («Кавказская здравница»). Впервые в Крыму в газете появился кроссворд. Газета была одним из изданий, которые открыли для публики ялтинскую юную поэтессу Нику Турбину. В 1984 году к 50-летию выхода первого номера Указом Президиума Верховного Совета СССР газета была награждена орденом Дружбы народов. В 1991—1992 годах, после распада Советского Союза, газета снова называлась «Курортный Крым». С 1992 года издание начало выходить под названием «Крымская газета», учредителями становятся Совет Министров АР Крыма и трудовой коллектив редакции. Основные рубрики: «Славянский диалог», «Ваше здоровье», «Спортивные страсти», «Во саду ли, в огороде», «Ваше право», «Письма в редакцию», «Женский клуб», «Криминальная хроника», «Крым: фотоэнциклопедия». С 1999 и по 2011 год главным редактором был П. П. Макуха. В 2006 году правительство Анатолия Бурдюгова вышло из состава учредителей, в 2011 году из состава учредителей вышел Ялтинский горсовет.
В 2014 году, после аннексии Крыма Россией общественное объединение «Свобода слова» передала права на учреждение и издание «Крымской газеты» Совету Министров Республики Крым. Издание стало официальным печатным органом Совета министров Республики Крым.

## Характеристика издания
Общий тираж издания составляет более 125 тысяч экземпляров в неделю, распространяемых по подписке и в розницу. В ежедневной версии в 8 полос цветной печати тиражом в 30 тысяч экземпляров публикуются новостные обзоры, аналитика, интервью и журналистские расследования, материалы по истории полуострова. Каждую пятницу выходит объёмный номер в 32 полосы и тиражом в 32,5 тысячи экземпляров.
Главный редактор — Мария Юрьевна Волконская.
Печатается в типографии «Таврида» в Симферополе.
На сайте газеты имеются электронные версии основных материалов.
Правительством Республики Крым в лице Министерства внутренней политики, информации и связи РК был образован медиахолдинг, куда помимо газеты входит Крымское информационное агентство (КИА) и «Крымский журнал».

## Сотрудники газеты
Ответственные и главные редакторы
- П. К. Волошин, 1934—1935.
- М. И. Тихомиров, 1935—1937
- Иосиф Анатольевич Вальден, 1937—1938
- Анатолий Владимирович Иванов, до ноября 1941
- Андрей Игнатьевич Казанцев, 1942—1943, подпольный листок партизан Крыма
- Михаил Дмитриевич Сохань, 1944—1947
- Виктор Прокофьевич Горбуленко
- Алексей Семёнович Котов
- Виктор Дмитриевич Козлов, 1954—1959
- Николай Григорьевич Миронец
- Михаил Акименко
- Борис Фёдорович Супрунюк, 1969—1978
- Константин Иванович Кинелёв, 1978—1999
- Пётр Петрович Макуха, 1999—2011
- Сергей Анатольевич Мешковой
- С. Н. Тихий, до 2014.
- Мария Юрьевна Волконская, 2014 — н.в.

В разные годы в газете сотрудничали известные писатели, поэты и фотографы. Борис Лебедев — заслуженный художник СССР, Николай Новиков — поэт и заведующий отделом поэзии журнала «Юность», прозаик Станислав Славич, заслуженный деятель искусств Автономной Республики Крым, поэты Григорий Пятков, Владимир Куковякин, Константин Кинелев, Михаил Казаков, поэт-сатирик Игнат Беляев, художник Иван Бояркин. Впервые в Крыму почетного звания заслуженный журналист Украины была удостоена сотрудница Крымской газеты Нина Доля, первый звания заслуженный журналист Автономной Республики Крым собкор Крымской газеты в Евпатории Валентин Щербинин, первым журналист — лауреат премии АРК это был фотокорреспондент «КИА» Альгимантас Масенас.